# Liste der Baudenkmale in Besitz (Mecklenburg)
In der Liste der Baudenkmale in Besitz sind alle Baudenkmale der Gemeinde Besitz (Landkreis Ludwigslust-Parchim) und ihrer Ortsteile aufgelistet (Stand: Januar 2021).

## Legende
In den Spalten befinden sich folgende Informationen:
- ID-Nr: Die Nummer wird von den Denkmalämtern der Landkreise vergeben. Wenn sie nicht bekannt ist, bleibt die Spalte leer. In dieser Spalte kann sich zusätzlich das Wort Wikidata befinden, der entsprechende Link führt zu Angaben zu diesem Denkmal bei Wikidata.
- Lage: die Adresse des Denkmales und die geographischen Koordinaten.
Link zu einem Kartenansichtstool, um Koordinaten zu setzen. In der Kartenansicht sind Denkmale ohne Koordinaten mit einem roten bzw. orangen Marker dargestellt und können in der Karte gesetzt werden. Denkmale ohne Bild sind mit einem blauen bzw. roten Marker gekennzeichnet, Denkmale mit Bild mit einem grünen bzw. orangen Marker.
- Bezeichnung: Bezeichnung, so wie sie in den offiziellen Listen der Denkmalämter steht. Ein Link hinter der Bezeichnung führt zum Wikipedia-Artikel über das Denkmal. Wenn die Bezeichnung der Denkmalämter inhaltlich fehlerhaft ist, ist in der Spalte „Beschreibung“ darauf hinzuweisen.
- Beschreibung: Beschreibung des Denkmales
- Bild: ein Bild des Denkmales und gegebenenfalls einen Link zu weiteren Fotos des Denkmals im Medienarchiv Wikimedia Commons

## Besitz
| ID | Lage                          | Bezeichnung                             | Beschreibung | Bild |
| -- | ----------------------------- | --------------------------------------- | ------------ | ---- |
|    |                               | Gefallenendenkmal                       |              |      |
|    | Kurt-Bürger-Straße 5 (Karte)  | Hallenhaus                              |              |      |
|    | Kurt-Bürger-Straße 20 (Karte) | Wohnhaus                                |              |      |
|    | Kurt-Bürger-Straße 30 (Karte) | Rauchhaus                               |              |      |
|    | Kurt-Bürger-Straße 32 (Karte) | Wohnhaus mit Stall                      |              |      |
|    | Kurt-Bürger-Straße 79 (Karte) | Wohnhaus                                |              |      |
|    | Kurt-Bürger-Straße 80 (Karte) | Hallenhaus mit Backhaus                 |              |      |
|    | Kurt-Bürger-Straße 81 (Karte) | Hallenhaus                              |              |      |
|    | Kurt-Bürger-Straße 74 (Karte) | Hallenhaus mit Scheune und Nebengebäude |              |      |

## Blücher
| ID | Lage                           | Bezeichnung                    | Beschreibung | Bild           |
| -- | ------------------------------ | ------------------------------ | --- | -------------- |
|    | (Karte)                        | Kirche                         | Neugotische Dorfkirche von 1876 als Nachfolgebau einer alten Kirche; Altaraufsatz aus der Spätrenaissance in der Sakristei. | Weitere Bilder |
|    | Bergstraße 21 (Karte)          | Pfarrhaus                      | |                |
|    | Otto-Nuschke-Straße 35 (Karte) | Herrenhaus                     | Barocker, 1-gesch., 11-achsiger Putzbau auf Sockelgeschoss von 1703 mit Mittelrisalit und Walmdach nach Plänen von Johann Caspar Borchmann für Major Victor von Zülow an Stelle eines abgebrochenen Renaissanceschlosses; klassizistischer Umbau von 1824. | Herrenhaus     |
|    | Lindenstraße 15 (Karte)        | ehem. Gaststätte mit Saalanbau | |                |
|    | Bergstr.26 (Karte)             | ehem.Büdnerei Nr. 15           | |                |